# Mistrzostwa Europy w Kolarstwie Torowym 2022
Mistrzostwa Europy w Kolarstwie Torowym 2022 – trzynasta edycja mistrzostw Europy w kolarstwie torowym. Odbywały się w dniach 11-16 sierpnia 2022 w Monachium w Niemczech podczas drugich multidyscyplinarnych Mistrzostw Europejskich 2022.

## Wyniki

### Mężczyźni
| Konkurencja                        | Złoto                                                                                            | Czas             | Srebro                                                                              | Czas                | Brąz                                                                                           | Czas              | Źródło      |
| ---------------------------------- | ------------------------------------------------------------------------------------------------ | ---------------- | ----------------------------------------------------------------------------------- | ------------------- | ---------------------------------------------------------------------------------------------- | ----------------- | ----------- |
| Sprint indywidualny                | Sébastien Vigier                                                                                 | Sébastien Vigier | Jack Carlin                                                                         | Jack Carlin         | Rayan Helal                                                                                    | Rayan Helal       | [ 3 ]       |
| Sprint drużynowy                   | Holandia · Jeffrey Hoogland · Harrie Lavreysen · Roy van den Berg                                | 34.639           | Francja · Timmy Gillion · Rayan Helal · Sébastien Vigier · Melvin Landerneau        | 35.516              | Wielka Brytania · Jack Carlin · Alistair Fielding · Hamish Turnbull                            | 35.173            | [ 4 ] [ 5 ] |
| Wyścig indywidualny na dochodzenie | Nicolas Heinrich                                                                                 | 4:09.320         | Davide Plebani                                                                      | 4:12.924            | Manlio Moro                                                                                    | 4:15.362          | [ 6 ]       |
| Wyścig drużynowy na dochodzenie    | Francja · Thomas Denis · Quentin Lafargue · Valentin Tabellion · Benjamin Thomas · Thomas Boudat | 3:50.507         | Dania · Carl-Frederik Bévort · Tobias Hansen · Rasmus Pedersen · Robin Juel Skivild | 3:51.692            | Wielka Brytania · Rhys Britton · Kian Emadi · Charlie Tanfield · Oliver Wood · William Tidball | 3:54.373          | [ 7 ] [ 8 ] |
| Keirin                             | Sébastien Vigier                                                                                 | Sébastien Vigier | Maximilian Dörnbach                                                                 | Maximilian Dörnbach | Melvin Landerneau                                                                              | Melvin Landerneau | [ 9 ]       |
| Omnium                             | Donavan Grondin                                                                                  | 150 pkt.         | Simone Consonni                                                                     | 148 pkt.            | Sebastián Mora                                                                                 | 146 pkt.          | [ 10 ]      |
| 1000 m                             | Melvin Landerneau                                                                                | 59.975           | Matteo Bianchi                                                                      | 1:00.089            | Maximilian Dörnbach                                                                            | 1:00.225          | [ 11 ]      |
| Wyścig punktowy                    | Benjamin Thomas                                                                                  | 135 pkt.         | Robbe Ghys                                                                          | 123 pkt.            | Vincent Hoppezak                                                                               | 113 pkt.          | [ 12 ]      |
| Scratch                            | Iúri Leitão                                                                                      | Iúri Leitão      | Mortiz Malcharek                                                                    | Mortiz Malcharek    | Roy Eefting                                                                                    | Roy Eefting       | [ 13 ]      |
| Wyścig eliminacyjny                | Elia Viviani                                                                                     | Elia Viviani     | Theo Reinhardt                                                                      | Theo Reinhardt      | Jules Hesters                                                                                  | Jules Hesters     | [ 14 ]      |
| Madison                            | Niemcy · Roger Kluge · Theo Reinhardt                                                            | 101 pkt.         | Francja · Thomas Boudat · Donavan Grondin                                           | 91 pkt.             | Belgia · Robbe Ghys · Fabio Van den Bossche                                                    | 58 pkt.           | [ 15 ]      |

### Kobiety
| Konkurencja                        | Złoto                                                                  | Czas           | Srebro                                                                                                 | Czas            | Brąz                                                                          | Czas                | Źródło        |
| ---------------------------------- | ---------------------------------------------------------------------- | -------------- | --- | --------------- | ----------------------------------------------------------------------------- | ------------------- | ------------- |
| Sprint indywidualny                | Emma Hinze                                                             | Emma Hinze     | Mathilde Gros                                                                                          | Mathilde Gros   | Laurine van Riessen                                                           | Laurine van Riessen | [ 16 ]        |
| Sprint drużynowy                   | Niemcy · Lea Friedrich · Pauline Grabosch · Emma Hinze                 | 38.061         | Holandia · Shanne Braspennincx · Kyra Lamberink · Hetty van de Wouw · Steffie van der Peet             | 38.304          | Polska · Marlena Karwacka · Urszula Łoś · Nikola Sibiak                       | 39.164              | [ 17 ] [ 18 ] |
| Wyścig indywidualny na dochodzenie | Mieke Kröger                                                           | 3:22.469       | Lisa Brennauer                                                                                         | 3:23.566        | Victtoria Guazzini                                                            | 3:24.813            | [ 19 ] [ 20 ] |
| Wyścig drużynowy na dochodzenie    | Niemcy · Franziska Brauße · Lisa Brennauer · Lisa Klein · Mieke Kröger | 4:10.872       | Włochy · Rachele Barbieri · Vittoria Guazzini · Letizia Paternoster · Silvia Zanardi · Martina Fidanza | 4:11.571        | Francja · Victoire Berteau · Marion Borras · Clara Copponi · Valentine Fortin | -                   | [ 21 ] [ 22 ] |
| Keirin                             | Lea Friedrich                                                          | Lea Friedrich  | Urszula Łoś                                                                                            | Urszula Łoś     | Ołena Starikowa                                                               | Ołena Starikowa     | [ 23 ]        |
| Omnium                             | Rachele Barbieri                                                       | 174 pkt.       | Clara Coppioni                                                                                         | 171 pkt.        | Daria Pikulik                                                                 | 167 pkt.            | [ 24 ]        |
| 500 m                              | Emma Hinze                                                             | 32.668         | Ołena Starikowa                                                                                        | 33.403          | Miriam Vece                                                                   | 33.434              | [ 25 ]        |
| Wyścig punktowy                    | Lotte Kopecky                                                          | 85 pkt.        | Silvia Zanardi                                                                                         | 53 pkt.         | Victoire Berteau                                                              | 47 pkt.             | [ 26 ]        |
| Scratch                            | Anita Stenberg                                                         | Anita Stenberg | Jessica Roberts                                                                                        | Jessica Roberts | Nikola Wielowska                                                              | Nikola Wielowska    | [ 27 ]        |
| Wyścig eliminacyjny                | Lotte Kopecky                                                          | Lotte Kopecky  | Pfeiffer Georgi                                                                                        | Pfeiffer Georgi | Mylène de Zoete                                                               | Mylène de Zoete     | [ 28 ]        |
| Madison                            | Włochy · Silvia Zanardi · Rachele Barbieri                             | 41 pkt.        | Francja · Clara Copponi · Marion Borras                                                                | 40 pkt.         | Dania · Amalie Dideriksen · Julie Leth                                        | 38 pkt.             | [ 29 ]        |

## Klasyfikacje medalowa
| Miejsce | Reprezentacja   | Złoto | Srebro | Brąz | Razem |
| ------- | --------------- | ----- | ------ | ---- | ----- |
| 1       | Niemcy*         | 8     | 4      | 1    | 13    |
| 2       | Francja         | 6     | 5      | 4    | 15    |
| 3       | Włochy          | 3     | 5      | 3    | 11    |
| 4       | Belgia          | 2     | 1      | 2    | 5     |
| 5       | Holandia        | 1     | 1      | 4    | 6     |
| 6       | Portugalia      | 1     | 0      | 0    | 1     |
| 6       | Norwegia        | 1     | 0      | 0    | 1     |
| 8       | Wielka Brytania | 0     | 3      | 2    | 5     |
| 9       | Polska          | 0     | 1      | 3    | 4     |
| 10      | Dania           | 0     | 1      | 1    | 2     |
| 10      | Ukraina         | 0     | 1      | 1    | 2     |
| 12      | Hiszpania       | 0     | 0      | 1    | 1     |
| Razem   | Razem           | 22    | 22     | 22   | 66    |